# Маховіно
Маховіно (пол. Machowino, нім. Groß Machmin) — село в Польщі, у гміні Устка Слупського повіту Поморського воєводства.
Населення — 568 осіб (2011).
У 1975-1998 роках село належало до Слупського воєводства.

## Демографія
Демографічна структура станом на 31 березня 2011 року:
|          | Загалом | Допрацездатний вік | Працездатний вік | Постпрацездатний вік |
| -------- | ------- | ------------------ | ---------------- | -------------------- |
| Чоловіки | 346     | 48                 | 256              | 42                   |
| Жінки    | 222     | 51                 | 130              | 41                   |
| Разом    | 568     | 99                 | 386              | 83                   |